# Kozorogov povratnik
Kozorógov povrátnik (tudi júžni povrátnik) je eden izmed petih glavnih vzporedniških krogov, ki poteka po vzporedniku 23°26'22" (ali 23.43641°) južno od ekvatorja. Ta povratnik povezuje najjužnejše točke na Zemlji, ki jih sončni žarki osvetlijo iz nadglavišča, tj. pravokotno glede na zemeljsko površje, in sicer enkrat letno, v decembrskem Sončevem obratu 21. decembra. Različica tega povratnika na severni polobli je rakov povratnik, ki se nahaja na enaki vrednosti zemljepisne širine severno od ekvatorja. Južno od kozorogovega povratnika geografske razmere zaznamuje zmerno podnebje, severno od njega vse do rakovega povratnika pa se nahaja tropsko podnebje.
Enako kot zemljepisna širina rakovega povratnika se tudi širina kozorogovega povratnika spreminja ob posameznih motnjah v kotu Zemljine vrtilne osi. Najpomembnejše odklone povzroča periodično spreminjanje tega kota med 21,5° in 24,5° v ciklu 41.000 let, obstaja pa še več drugih kratkotrajnejših in šibkejših motenj, ki onemogočajo določitev zemljepisne širine, ki bi bila bolj natančna od nekaj 10 ter vse do 100 metrov.
Ime kozorogovega povratnika izhaja iz starogrške kulture, ki ga je določila več kot 2000 let nazaj. V tistem času se je Sonce v trenutku nadglavišča na tej zemljepisni širini na nebu nahajalo tam, kjer je bilo ponoči videti ozvezdje Kozoroga. Danes se Sonce v času tega obrata zaradi premikov Zemlje navidezno nahaja v ozvezdju Strelca.
Kozorogov povratnik poteka skozi naslednje države (gledano od zahoda proti vzhodu): Namibija, Bocvana, Južna Afrika, Mozambik, Madagaskar, Avstralija, Tonga, Francoska Polinezija, Čile, Argentina, Paragvaj in Brazilija.